# Wereldkampioenschappen baanwielrennen 1925

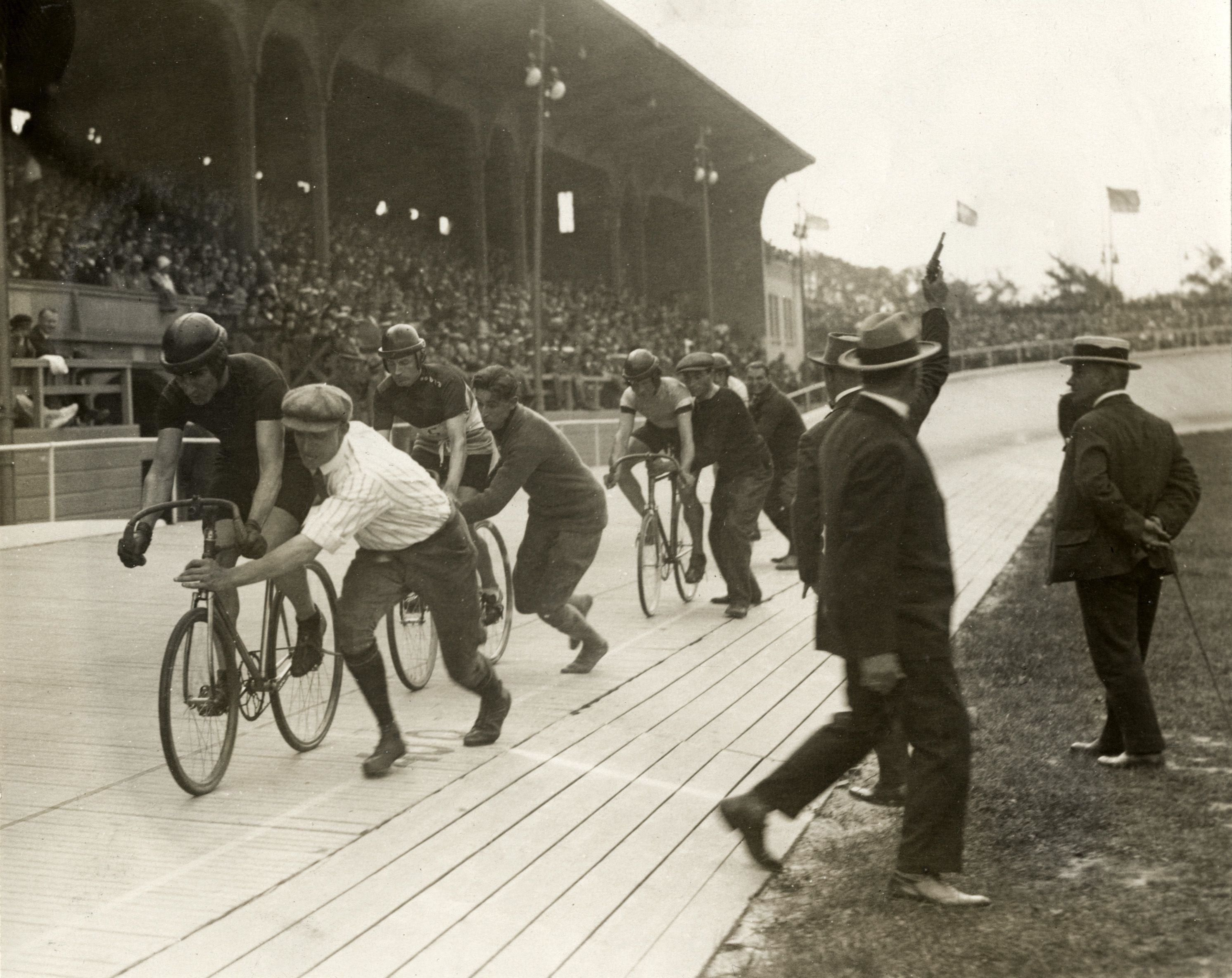
De start van de wereldkampioenschappen voor stayers achter derny-motoren

De wereldkampioenschappen baanwielrennen 1925 vonden plaats in Amsterdam tussen 16 en 23 augustus 1925. Het was voor het eerst dat de wereldkampioenschappen in Nederland doorgingen. Het vond plaats in het Nederlandsch Sportpark.
Op 16 augustus werden de sprintwedstrijden voor amateurs en beroepsrenners beslist. De Nederlandse favoriet bij de profsprinters, Piet Moeskops, die al vier keer opeenvolgend wereldkampioen was, werd verrassend uitgeschakeld in de halve finale door de Fransman Maurice Schilles. Moeskops was pas enkele dagen vóór het kampioenschap uit de Verenigde Staten teruggekeerd en had zelf verklaard dat hij uit vorm was. "Mijn beenen draaien niet makkelijk meer. Ik ben mijn overtuiging, mijn lust ben ik kwijt! Amerika heeft mij bijna ziek gemaakt" had hij verklaard toen hij in Rotterdam van de boot stapte. Maar voor de meer dan 10.000 toeschouwers was het een diepe teleurstelling. Er viel over het zonnige Stadion, dat in feeststemming was en waar de jubel niet van de lucht was, een ijzige koelte. Het werd er een moment benauwend stil. Moeskops verloor nadien ook de rit voor de derde plaats van de Fransman Michard. De wereldtitel ging naar de Zwitser Kaufmann, die bij vorige kampioenschappen reeds tweemaal tweede en eenmaal derde was geweest. Bij de amateurs palmden de Nederlanders het volledige podium in.
Op 23 augustus vond de finale van de stayers plaats over 100 kilometer (enkel profs). De vier finalisten waren de titelverdediger Victor Linart uit België, de Fransen Grassin en Sérès en de Hagenaar Jan Snoek. Grassin hield Snoek achter zich en won in 1 uur 20 min 4/5 sec., een nieuw baanrecord. Snoek werd tweede op 1100 meter. Sérès en Linart stelden teleur en werden op grote achterstand gereden. Linart werd laatste op 24 ronden, Sérès derde op 20 ronden.

## Uitslagen

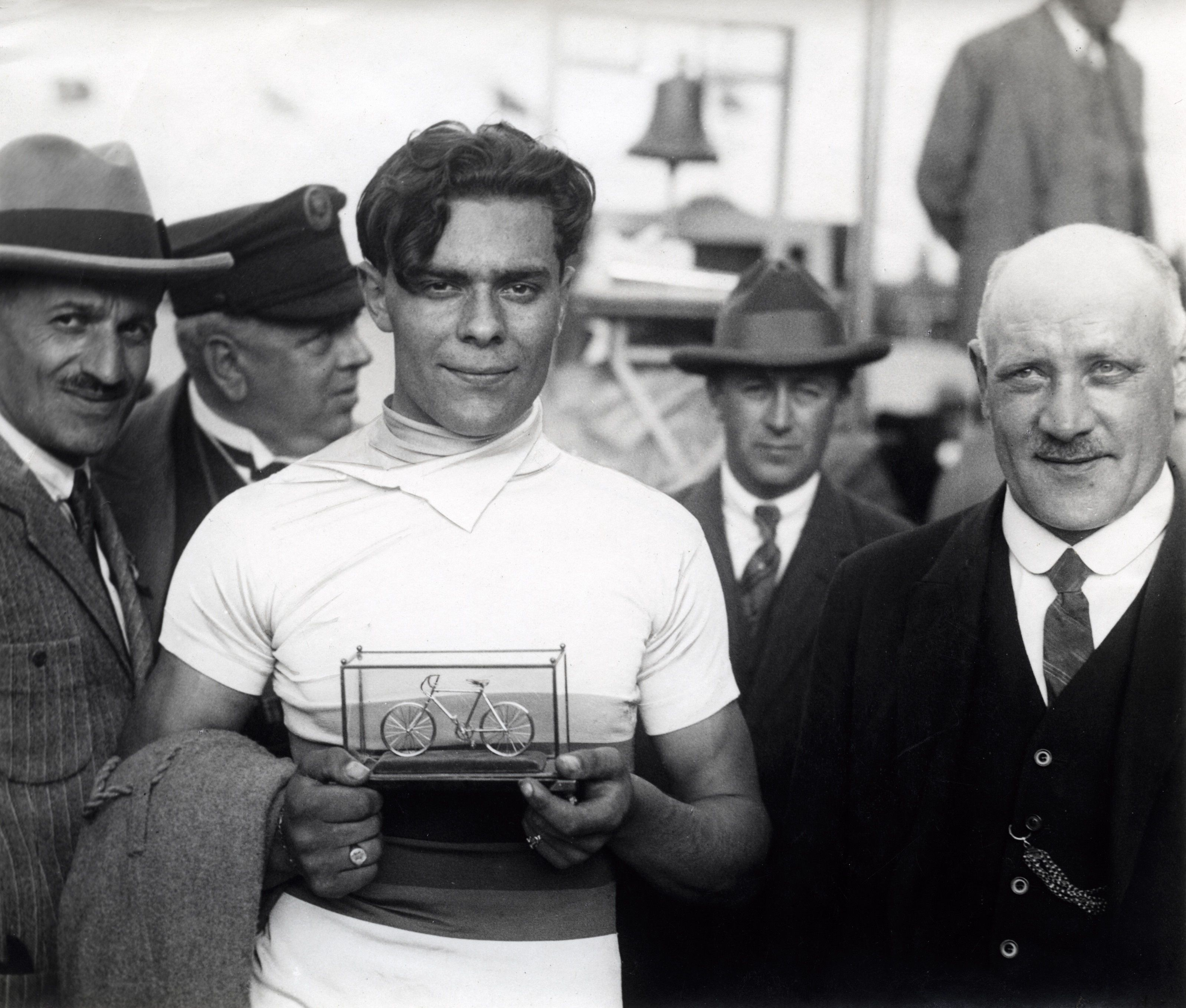
Jaap Meijer na het behalen van de wereldtitel

### Beroepsrenners
| Wedstrijd      | Winnaar        | 2e               | 3e             |
| -------------- | -------------- | ---------------- | -------------- |
| Sprint         | Ernst Kaufmann | Maurice Schilles | Lucien Michard |
| 100 km stayers | Robert Grassin | Jan Snoek        | Georges Sérès  |

### Amateurs
| Wedstrijd | Winnaar     | 2e               | 3e            |
| --------- | ----------- | ---------------- | ------------- |
| Sprint    | Jaap Meijer | Antoine Mazairac | Bernard Leene |